# Christian Kassung
Christian Kassung (* 11. Februar 1968 in Koblenz) ist ein deutscher Medien- und Kulturwissenschaftler.
Kassung studierte von 1988 bis 1995 Germanistik, Physik und Philosophie an den Universitäten Köln und Aachen. 1999 wurde er in Köln promoviert. Anschließend war er an der Humboldt-Universität zu Berlin Wissenschaftlicher Assistent von Thomas Macho. Nach Vertretungsprofessuren an den Universitäten Siegen und Linz ist er seit 2006 Professor für Kulturtechniken und Wissensgeschichte an der Humboldt-Universität, wo er 2007 auch habilitiert wurde. Von 2007 bis 2010 war er Studiendekan der Philosophischen Fakultät III, 2010 erhielt er den Humboldt-Preis für gute Lehre. 2010/2011 war Kassung Mitglied des Forums Exzellenzinitiative der Humboldt-Universität zur Vorbereitung des Langantrags für die Exzellenzinitiative.
Kassungs Arbeitsschwerpunkte sind die Literatur- und Kulturtheorie, die Wissenschaftsgeschichte der Physik sowie die Medientheorie und -praxis.

## Veröffentlichungen
- EntropieGeschichten. Roberts Musils „Der Mann ohne Eigenschaften“ im Diskurs der modernen Physik. München 2001. ISBN 3-7705-3519-7 (= Dissertation Köln 1999).
- Das Pendel. Eine Wissensgeschichte. München 2007. ISBN 3-7705-4554-0.
- Die Unordnung der Dinge. Eine Wissens- und Mediengeschichte des Unfalls. Bielefeld 2007. ISBN 978-3-89942-721-9.
- Fleisch: Die Geschichte einer Industrialisierung. Paderborn 2020. ISBN 978-3506704467.